# To the beginning (сингл Kalafina)
to the beginning – 10-й сингл японського поп-гурту Kalafina, що вийшов 18 квітня 2012 року. Також цей сингл вийшов як бонус на обмеженому виданні DVD та Blu-ray дисків до аніме.. Основний трек був використаний як відкриваюча тема у другому сезоні аніме Fate/Zero 2nd Season, а пісня Manten (яп. 満天) використана як закриваюча тема в епізодах 18 та 19 цього ж аніме.

## Список треків

### Звичайне видання
Автор музики і слів Юкі Каджіура. 
| CD (SECL-1092) | CD (SECL-1092)                    | CD (SECL-1092) |
| #              | Назва                             | Тривалість     |
| -------------- | --------------------------------- | -------------- |
| 1.             | «to the beginning»                | 4:17           |
| 2.             | «Manten»                          | 5:16           |
| 3.             | «to the beginning ~instrumental~» | 4:15           |
| 13:47          |                                   |                |

### Limited Edition
Автор музики і слів Юкі Каджіура. 
| CD (SECL-1088/89) | CD (SECL-1088/89)            | CD (SECL-1088/89) |
| #                 | Назва                        | Тривалість        |
| ----------------- | ---------------------------- | ----------------- |
| 1.                | «to the beginning»           | 4:17              |
| 2.                | «Manten»                     | 5:16              |
| 3.                | «to the beginning -TV size-» | 1:30              |

| DVD (SECL-1093) | DVD (SECL-1093)                 | DVD (SECL-1093) |
| #               | Назва                           | Тривалість      |
| --------------- | ------------------------------- | --------------- |
| 1.              | «to the beginning» (Music Clip) |                 |

## Чарти
| Чарт                  | Пікова позиція | Продажів | Період    |
| --------------------- | -------------- | -------- | --------- |
| Oricon Weekly Singles | #11            | 52 413   | 17 тижнів |